# 伊斯坦布尔阿依登大学
伊斯坦布尔阿依登大学（土耳其語：İstanbul Aydın Üniversitesi）是一所综合性基金会大学。坐落在土耳其伊斯坦布尔。学校拥有10个学院，3个研究生院，和3个研究机构。

## 历史
成立于2003年，伊斯坦布尔阿依登大学采用欧盟所需要的欧洲学分互认体系（ECTS Lable），有资格授予“辅助文凭”（Diploma Supplement Lable）。学校拥有土耳其语言班（TOMER）,学生可以在最短的时间内完成土耳其语的学校并且获得全球认可的证书。学校拥有“伊拉斯莫”（Erusmus）欧洲交换生项目，学生可以申请此项目奖学金到欧美国家进行交换。学校的学位证书不仅在欧洲联盟国家承认，同时可以在中国得到认可。
伊斯坦布尔阿依登大学和世界38个国家的315个大学是国际合作伙伴，同时学校承办很多重要的国际会议。现任校长：Mustafa AYDIN 博士致力于教育事业的同时也积极的活动于社会各种慈善活动。努力为学生创造各种实践机会。

## 学院设置
- 专科学院：

1. 高等教育职业学校；
2. 司法职业学院；
3. 卫生服务职业学院

- 本科学院：

1. 牙医学院
2. 教育学院
3. 艺术和科学学院
4. 美术学院
5. 法学院
6. 经济和工商管理学院
7. 通信学院
8. 建筑设计学院
9. 工程学院
10. 卫生科学学院
11. 外语高等学院

- 研究生专业：

社会科学学院
自然科学学院
远程教育学院